# 日本プロゴルフ新人選手権大会
日本プロゴルフ新人選手権大会（にっぽん・プロゴルフ・しんじんせんしゅけんたいかい）は、1998年より、毎年9月に開催される日本プロゴルフ協会主催のゴルフの試合。前身は1959年に相模原GCで初めて開催された報知プロ新人。
この大会は、当該年度の「日本プロゴルフ協会資格認定プロテスト」に合格した新人プロゴルファーのみに出場権利が与えられる文字通りの「新人戦」であり、この大会からレギュラーツアー（JGTO）の主力を担う選手も輩出している。2013年からは、これとは別に行われているレッスンプロ（ティーチングプロ）による競技会「PGAティーチングプロ・グランドシニア選手権大会」と同一会場・同時進行で開催されている。

## 冠協賛スポンサー
- 2000年・2001年：オークビレッジゴルフクラブ
- 2005年：ラフォーレ
- 2006年：エンクレスト
- 2011年・2012年：谷汲カントリークラブ
- 2013年 - 2015年：ゼロホール
- 2016年 - 2019年：房総カントリークラブ
- 2020年 - 現在：富士カントリー可児コース

なお現大会の前身として、以下があった。
- 1959年 - 1963年：報知杯プロ新人戦
- 1965年 - 1992年：ミズノ杯プロ新人戦
- 1993年 - 1998年：中断
- 1999年（再開）：オートバックス杯PGA新人戦

## 歴代優勝者
- 1999年：坂本圭治
- 2000年：高山忠洋
- 2001年：谷原秀人
- 2002年：杉本英樹
- 2003年：大塚泰三
- 2004年：岩田寛
- 2005年：佐藤達也
- 2006年：竹谷佳孝
- 2007年：宮澤卓也
- 2008年：芳賀洋平
- 2009年：塚田陽亮
- 2010年：小林伸太郎
- 2011年：稲森佑貴
- 2012年：小西貴紀
- 2013年：副田裕斗
- 2014年：成松亮介
- 2015年：伊藤誠道
- 2016年：黒木紀至
- 2017年：阿久津未来也
- 2018年：上村竜太
- 2019年：青木尉
- 2020年：古川雄大
- 2021年：山浦一希
- 2022年：鈴木大哉
- 2023年：河合和眞
- 2025年3月開催：黒田智之